# Heinrich Balz
Heinrich Balz (* 11. September 1938 in Berlin) ist ein deutscher evangelischer Theologe.

## Leben
Von 1957 bis 1971 studierte Balz in Freiburg im Breisgau, Basel, Tübingen und Paris (24. April 1970 Dr. phil. (Romanistik) in Tübingen). Von 1970 bis 1972 war er Assistent bei Peter Beyerhaus in Tübingen. Nach der Promotion 1974 (Einkehr in das Wort? Ernst Fuchs – ein Kapitel über Kommunikation und Hermeneutik) in Systematischer Theologie und Hermeneutik in Tübingen war er von 1973 bis 1983 Dozent am Theological College Nyasoso der Presbyterian Church in Cameroon. Von 1983 bis 1985 war er Gemeindepfarrer in Heilbronn-Böckingen. Nach der Habilitation 1985 für Religionsgeschichte und Missionswissenschaft wurde er Professor 1985 für Religionswissenschaft, Missionswissenschaft und Ökumenik an der Kirchlichen Hochschule Berlin, ab 1993 an der Humboldt-Universität zu Berlin. Seit 1998 ist er Professor für Systematische Theologie an der Theologischen Fakultät des Makumira University College, Tumaini University of the Evangelical Lutheran Church in Tanzania. Er war Gastdozent u. a. an der Theologischen Fakultät der Kimbanguistenkirche in Lutendele-Kinshasa.

## Schriften (Auswahl)
- Aragon, Malraux, Camus. Korrektur am literarischen Engagement (= Sprache und Literatur. Band 56). Kohlhammer, Stuttgart/Berlin/Köln/Mainz 1970, OCLC 898842991 (zugleich Dissertation, Tübingen 1970).
- Theologische Modelle der Kommunikation. Bastian, Kraemer, Nida (= Missionswissenschaftliche Forschungen. Band 12). Gütersloher Verlagshaus Mohn, Gütersloh 1978, ISBN 3-579-04398-6.
- Where the faith has to live. Studies in Bakossi society and religion. Reimer, Berlin 1995 (zugleich Habilitationsschrift, Heidelberg 1985).
  - Part 1. Living together. ISBN 3-496-02563-8.
  - Part 2. The living, the dead and god. Chapters 1 and 2. ISBN 3-496-02564-6.
  - Part 2. The living, the dead and god. Chapters 3 and 4. ISBN 3-496-02564-6.
- Weggenossen im Busch. Erzählende und theologische Briefe aus Kamerun. Erlanger Verlag für Mission und Ökumene, Erlangen 1998, ISBN 3-87214-276-3.
- New faith and traditional religion. Three sermons preached in Bakossi in July 1995 in the 99th year after the opening of Nyasoso station. Selignow, Berlin 2001, ISBN 3-933889-12-X.
- Weggenossen am Fluss und am Berg. Von Kimbanguisten und Lutheranern in Afrika. Erlanger Verlag für Mission und Ökumene, Neuendettelsau 2005, ISBN 3-87214-612-2.
- Mission, Theologie, Hermeneutik. Vortäge und Aufsätze (= Missionswissenschaftliche Forschungen. Neue Folge. Band 25). Erlanger Verlag für Mission und Ökumene, Neuendettelsau 2008, ISBN 978-3-87214-355-6.
- Der Anfang des Glaubens. Theologie der Mission und der jungen Kirchen. Erlanger Verlag für Mission und Ökumene, Neuendettelsau 2010, ISBN 978-3-87214-620-5.
- Morgenhügel und Luther im Kongo. Briefe aus Kimbeimbe. Erlanger Verlag für Mission und Ökumene, Neuendettelsau 2012, ISBN 978-3-87214-534-5.
- Ngoe – Osiris – Aeneas. Drei Untersuchungen zu Gründern und Ahnen (= Religionswissenschaft. Forschung und Wissenschaft. Band 11). LIT, Berlin/Münster 2014, ISBN 978-3-643-12471-5.
- Missionstheologie und interkulturelle Theologie. Ein Postskript zu Der Anfang des Glaubens, Theologie der Mission und der jungen Kirchen. Erlanger Verlag für Mission und Ökumene, Neuendettelsau 2014, ISBN 9783872146267.
- „Missionsobjekt“ und selbständige Kirche. Eine Relektüre von G. Warneck, J. Schmidlin und M. Kähler (= Missionswissenschaftliche Forschungen. Neue Folge. Band 33). Erlanger Verlag für Mission und Ökumene, Neuendettelsau 2016, ISBN 9783872143631.
- Warum Robinson nicht zu Hause blieb. Europäische Expansion, Welterkundung und Mission (= Beiträge zur Missionswissenschaft und interkulturellen Theologie. Band 39). LIT, Berlin/Münster 2017, ISBN 978-3-643-13836-1.